# Global Feminisms
Global Feminisms est une exposition d'art féministe présentée au Elizabeth A. Sackler Center for Feminist Art du Brooklyn Museum à New York du 23 mars au 1er juillet 2007. Global Feminisms est la première exposition internationale de cette ampleur exclusivement consacrée à l'art féministe de 1970 à nos jours. L'événement est co-organisé par Maura Reilly et Linda Nochlin et comprend les œuvres de 88 femmes artistes issues de 62 pays.  
Global Feminisms présente tous les médiums, y compris la peinture, la sculpture, la photographie, le film, la vidéo, l'installation et la performance, en mettant l'accent sur l'art féministe contemporain dans une perspective mondiale. Son objectif est d'aller au-delà du féminisme occidental, qui est devenu la représentation dominante du féminisme et de l'art féministe depuis les années 1970. 
L'exposition voyage ensuite au Davis Museum sur le campus du Wellesley College dans le Massachusetts, du 19 septembre au 9 décembre 2007. 

## Artistes
Les artistes exposées sont : 
- Lida Abdul
- Mequitta Ahuja
- Pilar Albarracín
- Ghada Amer
- Emmanuelle Antille
- Arahmaiani
- Oreet Ashery
- Fiona Banner
- Anna Baumgart
- Rebecca Belmore
- Kate Beynon
- Cass Bird
- Zoulikha Bouabdellah
- Elina Brotherus
- Tania Bruguera
- Ambreen Butt
- Cabello/Carceller
- Hsia-Fei Chang
- Mary Coble
- Angela de la Cruz
- Béatrice Cussol
- Amy Cutler
- Iskra Dimitrova
- Milena Dopitová
- Latifa Echakhch
- Tracey Emin
- Fiona Foley
- Parastou Forouhar
- Maria Friberg
- Regina José Galindo
- Anna Gaskell
- Margi Geerlinks
- Skowmon Hastanan
- Annika von Hausswolff
- He Chengyao
- Elzbieta Jablonska
- Emily Jacir
- Sonia Khurana
- Katarzyna Kozyra
- Elke Krystufek
- Sigalit Landau
- Lee Bul
- Lin Tianmiao
- Julia Loktev
- Sarah Lucas
- Loretta Lux
- Michèle Magema
- Melanie Manchot
- Teresa Margolles
- Chantal Michel
- Tracey Moffatt
- Priscilla Monge
- Valérie Mréjen
- Wangechi Mutu
- Ingrid Mwangi
- Hiroki Okuda
- Catherine Opie
- Tanja Ostojic
- Patricia Piccinini
- Aude du Pasquier Grall
- Lilibeth Cuenca Rasmussen
- Lisa Reihana
- Claudia Reinhardt
- Pipilotti Rist
- Tracey Rose
- Boryana Rossa
- Julika Rudelius
- Jenny Saville
- Tomoko Sawada
- Berni Searle
- Zineb Sedira
- Canan Senol
- Tejal Shah
- Dayanita Singh
- Sanghee Song
- Sissi
- Ryoko Suzuki
- Sam Taylor-Wood
- Milica Tomić
- Salla Tykkä
- Adriana Varejão
- Kara Walker
- Yin Xiuzhen
- Miwa Yanagi
- Carey Young

## Thèmes
L'exposition Global Feminisms est organisée par thème. La question soulevée est « qu'est-ce que l'art féministe ? »  
Les thèmes abordés comprennent l'ouverture, le multiculturalisme, la variété et l'inégalité entre les sexes. Global Feminisms explore les questions féministes à travers et au sein de différentes cultures, races, classes, religions et sexualités. Il est aussi question de mort, douleur, vieillesse, guerre, sexe et maternité. L'installation au Brooklyn Museum n'est pas construite de manière chronologique, mais en quatre catégories dont les œuvres se chevauchent : cycles de vie, identités, politique et émotion. Les cycles de vie comptent les étapes de la vie de la naissance à la mort. La section sur l'identité étudie les notions de soi, y compris les identités raciales, de genre, politiques et religieuses. La politique explore le monde à travers des femmes artistes qui démontrent que le politique est personnel. Enfin, les salles des émotions présentent l'idée conventionnelle des femmes en tant que créatures émotionnelles et victimes.  

## Catalogue
Le catalogue de l’exposition – intitulé Global Feminisms: New Directions in Contemporary Art – compte des essais de Maura Reilly, Linda Nochlin, Geeta Kapur, Virginia Pérez-Ratton, Élisabeth Lebovici, Joan Kee, Charlotta Kotik et N'Goné Fall.  

## Réception
Dans une enquête écrite menée après avoir vu des œuvres féministes au Brooklyn Museum, les réponses du public relève que celui-ci a développé une nouvelle conscience du féminisme.  